# Ревенко, Анна Алексеевна
Анна Алексеевна Ревенко (рум. Ana Revenco; род. 21 мая 1977, Кишинёв, Молдавская ССР, СССР) — молдавский государственный и политический деятель. Министр внутренних дел Республики Молдова с 6 августа 2021 по 14 июля 2023 года.
Советник Президента Республики Молдова в области обороны и национальной безопасности с 21 января по 2 сентября 2021 года. Международный эксперт и преподаватель-инструктор по вопросам торговли людьми и связанными с этим преступлениями, государственный деятель.

## Биография
Родилась 21 мая 1977 года в Кишинёве.

### Образование
В 1994 году поступила на факультет международных экономических отношений Академии экономического образования Молдавии в Кишинёве, окончила в 1999 году. Получила степень лиценциата (бакалавра) в области международных экономических отношений.
В 2002—2003 годах прошла альтернативную программу профессионального обучения CReDO, некоммерческой организации по правам человека и демократизации гражданского общества, получила степень магистра в области некоммерческого управления.
В 2014 году прошла обучение по международной программе Visitor Leadership отдела «Правосудие и право» Государственного департамента США.
Владеет румынским, английским и русским языками.

### Трудовая деятельность
В 1997—2000 годах — помощник по связям с общественностью пилотного проекта земельной реформы под названием «Земля» правительства совместно с Агентством США по международному развитию (USAID). Этот проект был применён для реформирования 72 коллективных хозяйств в аграрном секторе Молдовы и реализован американской консалтинговой компанией Booz Allen Hamilton.
В 2001 году основала молдавское отделение Международного центра «La Strada», занимающегося борьбой с торговлей людьми. Исполнительный директор в 2001—2012 и 2015—2020 годах. В 2009—2011 годах — член правления и президент La Strada Association. Координатор и соавтор более 20 работ, включая анализ и исследования, руководства и гиды для профессионалов, разработанные и изданные Международным центром «La Strada».
В 2010—2012 годах — один из 26 членов Национального совета по участию, консультативного органа при премьер-министре, в который входят представители неправительственных организаций (НПО).
В 2012—2015 годах — директор Центра по борьбе с торговлей людьми при Генеральном инспекторате полиции Министерства внутренних дел Республики Молдова. В 2013—2015 годах — ответственное лицо от Генерального инспектората полиции за организацию внедрения Плана действий по либерализации визового режима с Европейским союзом. В 2019 году — член Группы экспертов Совета Европы по борьбе с торговлей людьми (ГРЕТА).
21 января 2021 года назначена советником президента Республики Молдова Майи Санду в области обороны и национальной безопасности и секретарём Высшего совета безопасности (ВСБ) при президенте Республики Молдова.
5 февраля 2021 года предложена на пост министра внутренних дел в правительство кандидата на пост премьер-министра Натальи Гаврилицы. 3 августа вновь предложена кандидатом на пост министра внутренних дел в правительство Натальи Гаврилицы. Парламент Республики Молдова утвердил правительство 6 августа. Ушла в отставку 14 июля 2023 года.
16 октября 2023 года президент Республики Молдова Майя Санду предложила парламенту Молдовы кандидатуру Анны Ревенко в качестве директора новосозданного Центра стратегических коммуникаций и борьбы с дезинформацией (Стратком). В свою очередь Ревенко ответила на предложение президента Санду заявив, что новая должность станет для неё серьёзным испытанием и большой честью. 19 октября парламент утвердил Ревенко в должности главы Стратком. Центр начал работу в апреле 2024 года.
15 апреля 2025 года Ревенко представила в парламентской комиссии по нацбезопасности, обороне и общественному порядку отчёт о деятельности Страткома за год. Ревенко рассказала, что за год сотрудники центра разработали методологию «Обнаружения, анализа и реагирования на информационные атаки извне». Методологию пока только тестируют. Депутат от ПСРМ Адриан Албу поинтересовался у главы центра бюджетом ведомства. Ревенко сказала, что бюджет составил чуть более 9 млн. леев, полученных из государственных средств. Из них центр потратил около 6 млн. леев. Ревенко объяснила, что денег потратили меньше, потому что ещё не укомплектовали полностью штат, а оборудование для работы закупили с помощью партнёров по развитию.

## Награды
- Медаль «За гражданские заслуги» (2014)[1][2].